# Schizostachyum brachythyrsus
Schizostachyum brachythyrsus är en gräsart som först beskrevs av Karl Moritz Schumann, och fick sitt nu gällande namn av Richard Eric Holttum. Schizostachyum brachythyrsus ingår i släktet Schizostachyum och familjen gräs. Inga underarter finns listade i Catalogue of Life.